# Црни Врх (Коњиц)
Црни Врх је насељено место у општини Коњиц, Херцеговачко-неретвански кантон, Федерација Босне и Херцеговине, БиХ.
Црни врх се налази на крајњој периферији општине Коњиц у подножју Зец планине.
По последњем службеном попису становништва из 1991. године, у насељу Црни врх живела су 103 становника. Сви становници су били Хрвати.